# Jamaa el-Fna

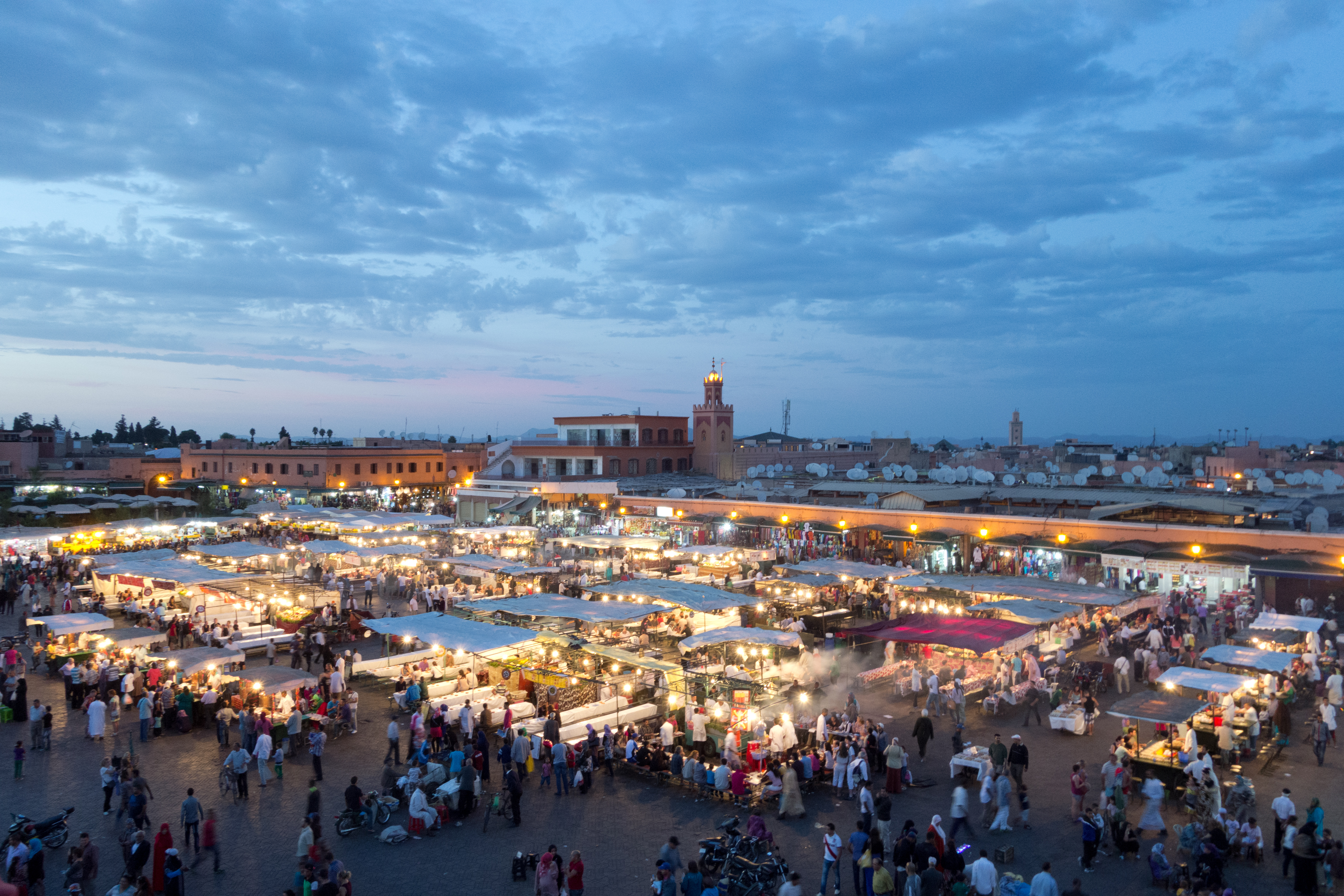
Jamaa el Fna seara, vederea spre Cafeneaua Argana și sukul (piața arabă) acoperit.

Jamaa el Fna (în arabă: ساحة جامع الفناء  saaHat jamaa'al-fanâ, de asemenea, Jemaa el-Fnaa, Djema el-Fna sau Jemaa el-Fnaa) este o piață și arhitectonică și comercială, în Marrakech, în Medina (orașul vechi). Rămâne piața principală din Marrakech, folosită de localnici și de turiști.

## Numele
Originea numelui său este neclară: Jemaa înseamnă "adunare publică" în limba arabă, probabil referindu-se la o moschee almoravidă distrusă. Fanâ'  sau finâ'  poate însemna "moarte" sau "o curte, un spațiu în fața unei clădiri." Astfel, sensul ar putea fi "ansamblul morții" sau "Moscheea de la Sfârșitul Lumii". O altă explicație este că se referă la o moschee cu o curte distinctă sau un scuar în fața ei. O a treia traducere este "adunarea morților", referindu-se la execuțiile publice ce au avut loc în piață în jurul anului 1050.

## Istorie
Marrakech a fost fondat de Almoravizi în 1070–1072. După o distrugătoare luptă, cade în mâinile Almohazilor, în 1147. După aceasta, Jamaa el Fna a fost renovată, odată cu o mare parte a orașului. Zidurile orașului au fost, de asemenea, extinse de Abou Yacoub Youssef și, în special, de Yacoub el Mansour între 1147–1158. Moscheea, palatul, spitalul, terenul de paradă și grădinile din jurul pieței au fost, de asemenea, renovate, iar Kasbah-ul fost fortificat. Ulterior, Jamaa el Fna a urmat soarta orașului, traversând perioade de declin și, de asemenea, de reînnoire.

## Piața arhitectonică
În timpul zilei este predominant ocupată de tarabe cu suc de portocale, vânzătorii de apă cu tradiționalele genți de piele si cupe de alamă, tineri cu maimuțe în lanț și îmblânzitori de șerpi, în ciuda statutului de animale protejate ale acestor specii  conform legislației marocane.
Pe măsură ce ziua înaintează, divertismentele oferite se modifică: îmblânzitorii de șerpi pleacă și, mai târziu, piața devine mai aglomerată, cu dansatori băieți numiți chleuh (ar fi împotriva obiceiurilor ca fete să ofere astfel de divertisment), cu povestitori (spunând povești în berberă sau arabă, unei audiențe formate din localnici), magicieni, și negustori de medicamente tradiționale. După lăsarea întunericului, piața se umple cu zeci de tarabe cu alimente odată cu atingerea unui număr maxim de oameni .

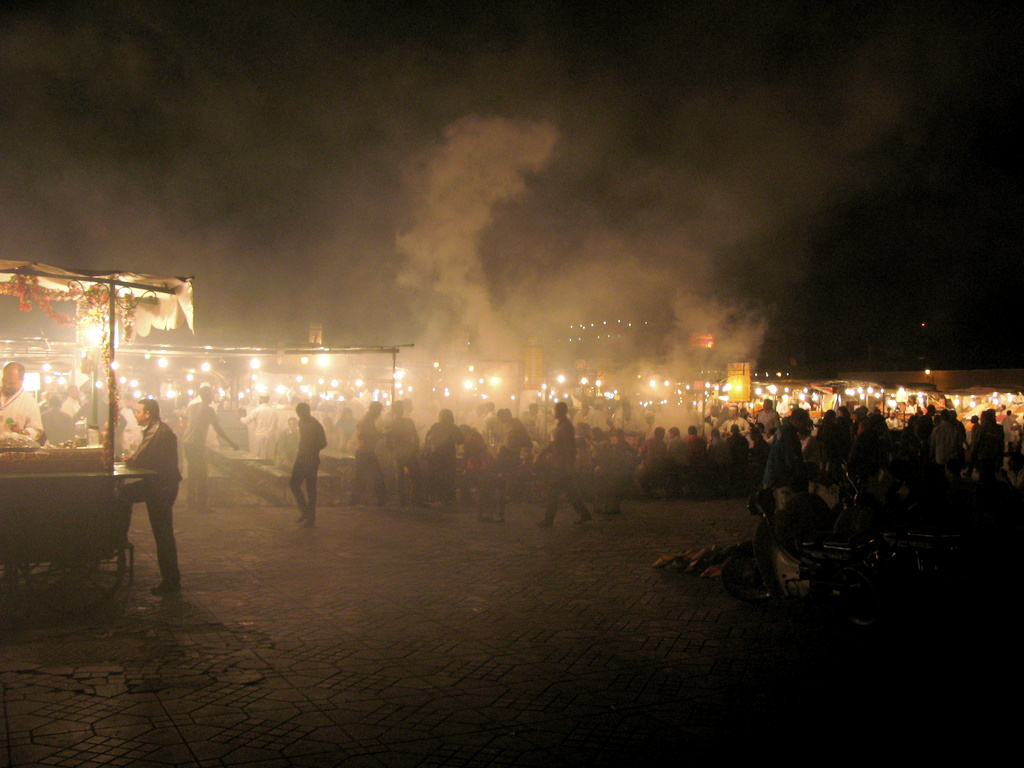
Aburii ce se ridică de la tarabe.

Piața este mărginită pe o parte de soukul Marrakeshului (o piață comercială tradițională nord africană), atât pentru nevoile commune de zi cu zi ale localnicilor, cât și pentru turism. Pe celelalte laturi sunt hoteluri, grădini și cafenele cu terase, în timp ce străzile înguste duc spre aleile Medinei (orașul vechi).
Odinioară stație de autobuz, locul a fost închis pentru trafic de vehicule la începutul anilor 2000. Autoritățile sunt conștiente de importanța sa pentru turism și o puternică, dar discretă prezență a poliției veghează la siguranța vizitatorilor.

## Capodoperă UNESCO a Patrimoniului Oral Intangibil al Umanității
Ideea UNESCO de a crea un proiect numit Capodopere ale Patrimoniului Oral și Intangibil al Umanității a venit de la cazul pieței Jamaa el Fna. Locul este cunoscut pentru concentrarea de activități tradiționale ale povestitorilor, muzicienilor și interpreților, dar amenințată de dezvoltare economică. În lupta pentru apărarea tradițiilor, locuitorii au apelat la protecția la nivel internațional a unor astfel de locuri — numite "spații culturale" — cât și a altor forme populare tradiționale de exprimare culturală.
UNESCO încurajează comunitățile în identificarea, documentarea, protejarea, promovarea și revitalizarea unui astfel de patrimoniu. Eticheta UNESCO  își propune să crească gradul de conștientizare cu privire la importanța patrimoniului oral și intangibil ca o componentă esențială a diversității culturale.

## Explozia provocată în 2011

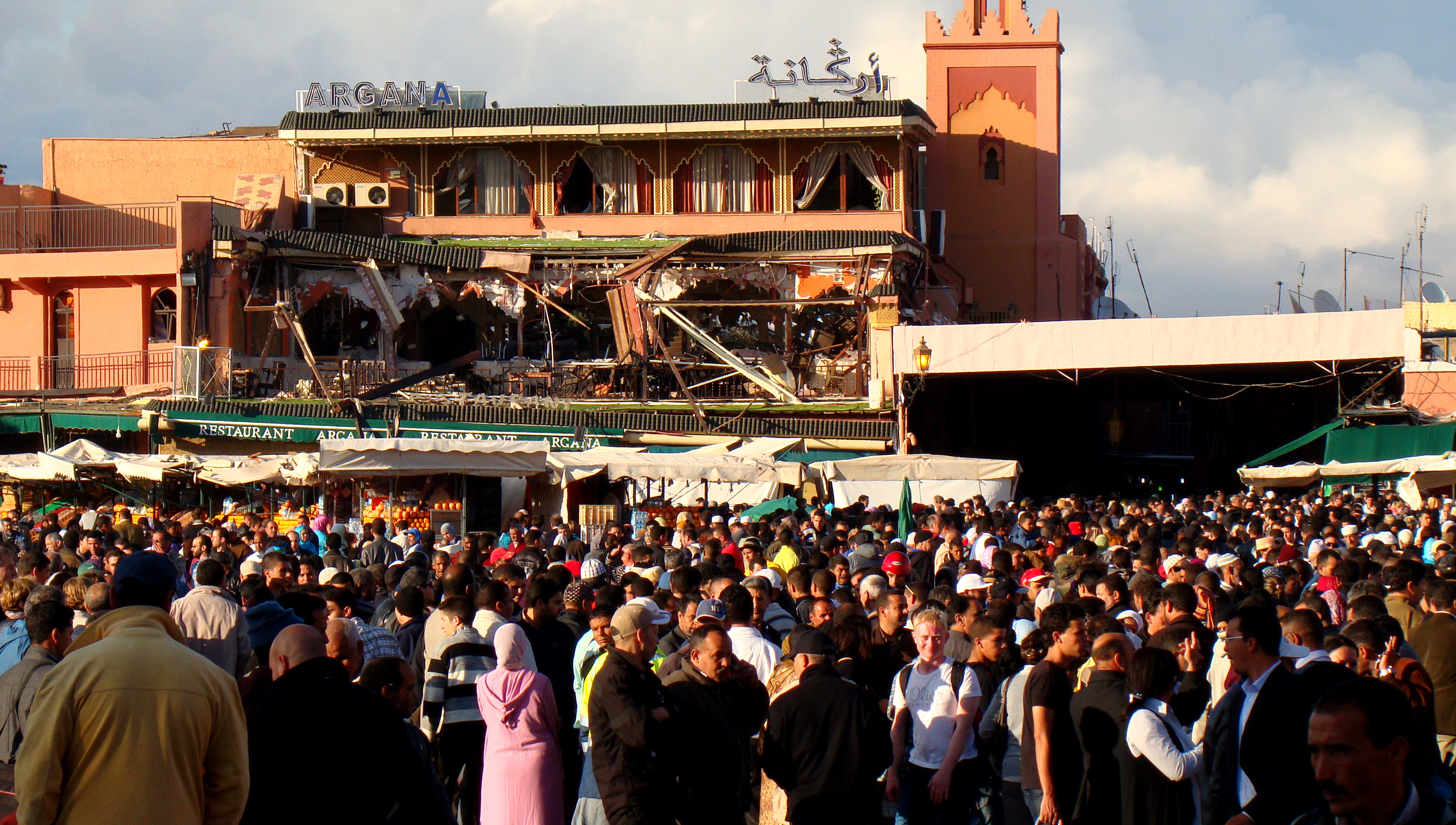
Cafeneaua Argana a doua zi după atentat

Cu puțin timp înainte de prânz, pe data de 28 aprilie 2011, o explozie într-o cafenea din piață a ucis 17 oameni și a rănit alți 25. Rapoartele inițiale au acuzat o explozie accidentală de gaz, dar, mai târziu, oficialitățile au acuzat  "criminali" și "teroriști".

## Detalii
- Piața a fost prezentată în filmul lui Alfred Hitchcock, Omul care știa prea multe (1956).
- O interesantă povestire despre piață în Esther Freud, Hideous Kinky.
- Jimmy Page și Robert Plant au înregistrat unele piese și DVD-ul "No Quarter: Jimmy Page and Robert Plant Unledded" aici.
- Juan Goytisolo locuiește în Marrakesh și a avut un rol important în clasificarea Jamaa el Fna ca una dintre Capodoperele Patrimoniului Oral și Intangibil al Umanității
- Piața a fost prezentată ca fundal în serialul TV America's Next Top Model în Cycle 16.
- Unele rapoarte vorbesc despre activiști politici închiși și torturați în închisoarea poliției ce se află chiar sub piața Jamaa el-Fna.[9]